# Canidia mexicana
Canidia mexicana là một loài bọ cánh cứng trong họ Cerambycidae.